# 鳥取県道304号妙徳寺鹿野線
鳥取県道304号妙徳寺鹿野線（とっとりけんどう304ごう みょうとくじしかのせん）は、鳥取県鳥取市を通る一般県道である。

## 概要
鳥取市妙徳寺から鳥取市鹿野町末用（すえもち）に至る。

### 路線データ
- 起点：鳥取市妙徳寺（鳥取県道191号矢矯松原線交点）
- 終点：鳥取市鹿野町末用（鳥取県道32号郡家鹿野気高線交点）
- 総延長：約6.7 km

## 地理

### 通過する自治体
- 鳥取市

### 交差する道路
| 交差する道路               | 交差する場所           | 交差する場所 |
| -------------------------- | ---------------------- | ------------ |
| 鳥取県道191号矢矯松原線    | 妙徳寺                 | 起点         |
| 鳥取県道32号郡家鹿野気高線 | 鹿野町末用（すえもち） | 終点         |

### 沿線
- 鳥取カントリー倶楽部（吉岡温泉コース）
- 石仏の道